# Gezienus ten Doesschate
Gezienus ten Doesschate (Zwolle, 11 augustus 1885 – Utrecht, 9 maart 1965) was een Nederlands oogarts, amateurschilder en kunsthistoricus.
Ten Doesschate werd in 1885 te Zwolle geboren als zoon van de koopman Jurriaan ten Doesschate en van Jansje Nellensteijn. Hij studeerde oogheelkunde. Na zijn promotie in de oogheelkunde werd hij chef van het militair hospitaal in Utrecht. Hij was ook als oogarts verbonden aan het diakonessenhuis in Utrecht. Vanaf 1952 was hij oogarts bij het luchtvaartcentrum in Soesterberg. Daarnaast studeerde hij kunstgeschiedenis in Utrecht en  promoveerde in dit vak bij Willem Vogelsang. 
Ook was hij in Utrecht actief als amateurschilder onder pseudoniem Thomas Denier. Hij had goede contacten met de culturele elite van Utrecht omstreeks de Eerste Wereldoorlog en was goed bevriend met de schilders Janus de Winter en Erich Wichmann. In 1916 was hij korte tijd lid van De Anderen, maar verliet deze kunstenaarsvereniging uit steun voor De Winter, toen inmiddels meer invloedrijke opdrachtgevers ontmoet had.
Aan het eind van zijn leven schreef hij een aantal medisch-historische boeken in relatie tot de Universiteit Utrecht.
Als oogarts publiceerde hij diverse artikelen over oogkwalen, maar ook over de relatie tussen schilderkunst en optiek en over perspectief. Hij overleed in maart 1965 op 79-jarige leeftijd in Utrecht.